# Embsay with Eastby
Embsay with Eastby – civil parish w Anglii, w North Yorkshire, w dystrykcie (unitary authority) North Yorkshire. W 2011 civil parish liczyła 1879 mieszkańców.